# Rugeley
Rugeley es una ciudad y un parroquia civil del distrito de Cannock Chase, en el condado de Staffordshire (Inglaterra). Se encuentra a 13.4 km de Stafford. Su población de acuerdo al censo del 2001 es de 22.724 habitantes. Está listado en el Domesday Book como Rugelie.